# 米冈规雄
米冈规雄（日语：米岡規雄，1871年3月25日—不明），出身日本鸟取县，曾任旅顺市市长。

## 生平
出生於日本鳥取縣鳥取市，為谷口卯三郎的次子，後由米岡勘十郎收養。於鳥取中學校（今鳥取西高等学校）畢業。米冈规雄早年毕业于和佛法律学校（今法政大学）。后来他来到旅顺，历任旅顺市会议员、旅顺市市长。

## 家庭
- 子：谷岡郁
  - 孙：谷岡守（1931－）
- 子：米岡律[3]